# Alex da Kid
Alexander Grant, thường được biết đến với nghệ danh Alex da Kid, là một nhà sản xuất thu âm nhạc pop, hip hop, R&B và alternative rock người Anh. Anh bắt đầu được biết đến khi tham gia sản xuất ca khúc cho Dr. Dre ("I Need a Doctor"), Nicki Minaj ("Massive Attack"), B.o.B ("Airplanes" hợp tác với Hayley Williams của Paramore), và Eminem ("Love the Way You Lie" hợp tác với Rihanna).

## Thời thơ ấu
Grant là một cầu thủ bóng đá chuyên nghiệp, chơi cho đội Bristol City cho đến khi anh 19 tuổi, một người bạn của anh đã giới thiệu cho anh phần mềm chỉnh sửa âm nhạc kỹ thuật số Fruity Loops, việc này đã tạo cho anh một sự quan tâm đặc biệt đến việc sản xuất âm nhạc. Sau đó, anh vào học tại trường đại học Thames Valley University để có được một tấm bằng cử nhân về công nghệ âm thanh.

## Danh sách sản xuất và sáng tác
| Tên                                             | Năm  | Nghệ sĩ                             | Album                                       | Sáng tác | Sản xuất                                  | Ref    |
| ----------------------------------------------- | ---- | ----------------------------------- | ------------------------------------------- | --- | ----------------------------------------- | ------ |
| "Going In"                                      | 2008 | Kardinal Offishall                  | Not 4 Sale                                  | Alexander Grant, Jason Harrow                                                                                        | Alex da Kid                               | [ 3 ]  |
| "All Out of Tune"                               | 2009 | Alesha Dixon                        | The Alesha Show                             | | Alex da Kid                               |        |
| "Massive Attack"                                | 2010 | Nicki Minaj, Sean Garrett           | —                                           | Alexander Grant, Sean Garrett, Onkia Maraj                                                                           | Alex da Kid, Sean Garrett                 | [ 4 ]  |
| "Airplanes"                                     | 2010 | B.o.B, Hayley Williams              | B.o.B Presents: The Adventures of Bobby Ray | Jeremy Dussolliet, Justin Franks, Alexander Grant, Bobby Ray Simmons, Jr., Tim Sommers                               | Alex da Kid, DJ Frank E                   | [ 5 ]  |
| "Airplanes, Part II"                            | 2010 | B.o.B, Eminem, Hayley Williams      | B.o.B Presents: The Adventures of Bobby Ray | Jeremy Dussolliet, Justin Franks, Alexander Grant, Marshall Mathers, Luis Resto, Bobby Ray Simmons, Jr., Tim Sommers | Alex da Kid, DJ Frank E, Luis Resto       | [ 6 ]  |
| "Love the Way You Lie"                          | 2010 | Eminem, Rihanna                     | Recovery                                    | Alexander Grant, Holly Hafermann, Marshall Mathers                                                                   | Alex da Kid                               | [ 7 ]  |
| "Love the Way You Lie (Part II)"                | 2010 | Rihanna, Eminem                     | Loud                                        | Alexander Grant, Holly Hafermann, Marshall Mathers                                                                   | Alex da Kid                               | [ 8 ]  |
| "Castle Walls"                                  | 2010 | T.I., Christina Aguilera            | No Mercy                                    | Alexander Grant, Holly Hafermann, Clifford Harris                                                                    | Alex da Kid                               | [ 9 ]  |
| "Coming Home"                                   | 2010 | Diddy – Dirty Money, Skylar Grey    | Last Train to Paris                         | Shawn Carter, Jermaine Cole, Alexander Grant, Holly Hafermann                                                        | Alex da Kid, Jay-Z                        | [ 10 ] |
| "I Need a Doctor"                               | 2011 | Dr. Dre, Eminem, Skylar Grey        | —                                           | Alexander Grant, Holly Hafermann, Marshall Mathers, Andre Young                                                      | Alex da Kid                               | [ 11 ] |
| "Words I Never Said"                            | 2011 | Lupe Fiasco, Skylar Grey            | Lasers                                      | Alexander Grant, Holly Hafermann, Wasalu Jaco                                                                        | Alex da Kid                               | [ 12 ] |
| "Rise Above 1"                                  | 2011 | Reeve Carney, Bono, The Edge        | Spider-Man: Turn Off the Dark               | | Alex da Kid, Bono, The Edge               |        |
| "Dance Without You"                             | 2011 | Skylar Grey                         | —                                           | Alexander Grant, Holly Hafermann                                                                                     | Alex da Kid                               | [ 13 ] |
| "Invisible"                                     | 2011 | Skylar Grey                         | —                                           | Alexander Grant, Holly Hafermann, Robert Thomas                                                                      | Alex da Kid                               | [ 14 ] |
| "Farewell"                                      | 2011 | Rihanna                             | Talk That Talk                              | Esther Dean, Alexander Grant                                                                                         | Alex da Kid                               | [ 15 ] |
| "Love the Way You Lie, Pt. III (Original Demo)" | 2012 | Skylar Grey                         | The Buried Sessions of Skylar Grey          | Alexander Grant, Holly Hafermann, Marshall Mathers                                                                   | Alex da Kid                               |        |
| "Coming Home, Pt. II"                           | 2012 | Skylar Grey                         | The Buried Sessions of Skylar Grey          | Shawn Carter, Jermaine Cole, Alexander Grant, Holly Hafermann                                                        | Alex da Kid                               | [ 16 ] |
| "Words"                                         | 2012 | Skylar Grey                         | The Buried Sessions of Skylar Grey          | Alexander Grant, Holly Hafermann                                                                                     | Alex da Kid                               | [ 17 ] |
| "Radioactive"                                   | 2012 | Imagine Dragons                     | Continued Silence                           | Alexander Grant, Benjamin McKee, Joshua Mosser, Daniel Reynolds, Wayne Sermon                                        | Alex da Kid                               | [ 18 ] |
| "Demons"                                        | 2012 | Imagine Dragons                     | Continued Silence                           | Alexander Grant, Benjamin McKee, Joshua Mosser, Daniel Reynolds, Wayne Sermon                                        | Alex da Kid                               | [ 19 ] |
| "On Top of the World"                           | 2012 | Imagine Dragons                     | Continued Silence                           | Alexander Grant, Benjamin McKee, Daniel Reynolds, Wayne Sermon                                                       | Alex da Kid                               | [ 20 ] |
| "Round and Round"                               | 2012 | Imagine Dragons                     | Continued Silence                           | Alexander Grant, Benjamin McKee, Daniel Reynolds, Wayne Sermon                                                       | Alex da Kid                               | [ 21 ] |
| "Beautiful Sinner"                              | 2012 | Nicki Minaj                         | Pink Friday: Roman Reloaded                 | Esther Dean, Alexander Grant, Onkia Maraj                                                                            | Alex da Kid                               | [ 22 ] |
| "Under the Sun"                                 | 2012 | Cheryl Cole                         | A Million Lights                            | | Alex da Kid                               |        |
| "Our House"                                     | 2012 | Slaughterhouse, Eminem, Skylar Grey | Welcome to: Our House                       | | Alex da Kid                               |        |
| "Rescue Me"                                     | 2012 | Slaughterhouse, Skylar Grey         | Welcome to: Our House                       | | Alex da Kid, Eminem                       |        |
| "Lost Cause"                                    | 2012 | Imagine Dragons                     | Frankenweenie Unleashed!                    | | Alex da Kid                               |        |
| "Building a Monster"                            | 2012 | Skylar Grey                         | Frankenweenie Unleashed!                    | Alexander Grant, Holly Hafermann                                                                                     | Alex da Kid                               | [ 23 ] |
| "Invincible"                                    | 2012 | MGK, Ester Dean                     | Lace Up                                     | Richard Baker, Alexander Grant, Esther Dean                                                                          | Alex da Kid                               | [ 24 ] |
| "Lotus Intro"                                   | 2012 | Christina Aguilera                  | Lotus                                       | | Alex da Kid, Dem Jointz                   |        |
| "Make the World Move"                           | 2012 | Christina Aguilera, Cee Lo Green    | Lotus                                       | | Alex da Kid, Mike Del Rio, Jayson DeZuzio |        |
| "Cease Fire"                                    | 2012 | Christina Aguilera                  | Lotus                                       | | Alex da Kid                               |        |
| "Circles"                                       | 2012 | Christina Aguilera                  | Lotus                                       | | Alex da Kid                               |        |
| "Best of Me"                                    | 2012 | Christina Aguilera                  | Lotus                                       | | Alex da Kid, Jayson DeZuzio               |        |
| "Light Up the Sky"                              | 2012 | Christina Aguilera                  | Lotus                                       | | Alex da Kid                               |        |
| "Shut Up"                                       | 2012 | Christina Aguilera                  | Lotus                                       | | Alex da Kid, Mike Del Rio, Nate Campany   |        |
| "C'mon Let Me Ride"                             | 2013 | Skylar Grey, Eminem                 | Don't Look Down                             | | Alex da Kid                               |        |